# Mistrzostwa Europy w Lekkoatletyce 2012 – bieg na 1500 m mężczyzn
Bieg na 1500 metrów mężczyzn – jedna z konkurencji rozegranych podczas lekkoatletycznych mistrzostw Europy na Stadionie Olimpijskim w Helsinkach.

## Terminarz
| Data       | Godzina |            |
| ---------- | ------- | ---------- |
| 30 czerwca | 13:45   | Eliminacje |
| 1 lipca    | 18:50   | Finał      |

## Rezultaty

### Eliminacje
| Poz. | Bieg | Tor | Zawodnik            | Reprezentacja   | Czas    | Uwagi |
| ---- | ---- | --- | ------------------- | --------------- | ------- | ----- |
| 1    | 1    | 5   | Andreas Vojta       | Austria         | 3:41.24 | Q     |
| 2    | 1    | 9   | İlham Tanui Özbilen | Turcja          | 3:41.38 | Q     |
| 3    | 1    | 14  | Dmitrijs Jurkevičs  | Łotwa           | 3:41.45 | Q     |
| 4    | 1    | 7   | Florian Carvalho    | Francja         | 3:41.50 | Q     |
| 5    | 1    | 11  | Hélio Gomes         | Portugalia      | 3:41.56 | q     |
| 6    | 1    | 10  | Abdellah Haidane    | Włochy          | 3:41.61 | q     |
| 7    | 1    | 13  | Bartosz Nowicki     | Polska          | 3:41.82 | q     |
| 8    | 1    | 12  | Goran Nava          | Serbia          | 3:41.96 | q     |
| 9    | 1    | 8   | Andreas Bueno       | Dania           | 3:42.81 |       |
| 10   | 1    | 2   | Mateusz Demczyszak  | Polska          | 3:43.97 |       |
| 11   | 2    | 4   | Niclas Sandells     | Finlandia       | 3:45.74 | Q     |
| 12   | 2    | 1   | Florian Orth        | Niemcy          | 3:45.87 | Q     |
| 13   | 2    | 14  | David Bustos        | Hiszpania       | 3:46.12 | Q     |
| 14   | 2    | 2   | Henrik Ingebrigtsen | Norwegia        | 3:46.14 | Q     |
| 15   | 2    | 3   | Álvaro Rodríguez    | Hiszpania       | 3:46.33 |       |
| 16   | 2    | 9   | Raul Botezan        | Rumunia         | 3:46.39 |       |
| 17   | 1    | 6   | Carsten Schlangen   | Niemcy          | 3:46.52 |       |
| 18   | 2    | 8   | Gregory Beugnet     | Francja         | 3:46.53 |       |
| 19   | 1    | 4   | Siarhiej Kryłou     | Białoruś        | 3:46.93 | SB    |
| 20   | 2    | 6   | Brenton Rowe        | Austria         | 3:47.18 |       |
| 21   | 2    | 11  | Paul Robinson       | Irlandia        | 3:47.26 |       |
| 22   | 2    | 13  | Thomas Lancashire   | Wielka Brytania | 3:47.80 |       |
| 23   | 2    | 10  | Krzysztof Żebrowski | Polska          | 3:48.00 |       |
| 24   | 2    | 5   | Kemal Koyuncu       | Turcja          | 3:48.01 |       |
| 25   | 2    | 7   | Stefan Breit        | Szwajcaria      | 3:50.79 |       |
| 26   | 2    | 12  | David Karonei       | Luksemburg      | 3:50.93 |       |
| 27   | 1    | 3   | Thomas Solberg Eide | Norwegia        | 3:54.46 |       |
|      | 1    | 1   | Manuel Olmedo       | Hiszpania       | DNF     |       |

### Finał
| Poz. | Tor | Zawodnik            | Reprezentacja | Czas    | Uwagi |
| ---- | --- | ------------------- | ------------- | ------- | ----- |
|      | 11  | Henrik Ingebrigtsen | Norwegia      | 3:46.20 |       |
|      | 10  | Florian Carvalho    | Francja       | 3:46.33 |       |
|      | 7   | David Bustos        | Hiszpania     | 3:46.45 |       |
| 4    | 9   | Hélio Gomes         | Portugalia    | 3:46.50 |       |
| 5    | 1   | Bartosz Nowicki     | Polska        | 3:46.69 |       |
| 6    | 4   | İlham Tanui Özbilen | Turcja        | 3:46.85 |       |
| 7    | 2   | Dmitrijs Jurkevičs  | Łotwa         | 3:47.36 |       |
| 8    | 3   | Goran Nava          | Serbia        | 3:47.74 |       |
| 9    | 5   | Abdellah Haidane    | Włochy        | 3:47.79 |       |
| 10   | 12  | Andreas Vojta       | Austria       | 3:53.23 |       |
| 11   | 8   | Florian Orth        | Niemcy        | 3:58.54 |       |
| 12   | 6   | Niclas Sandells     | Finlandia     | 4:03.34 |       |